# Зуев, Харитон Лукич
Харито́н Луки́ч Зу́ев (1730—1806) — действительный статский советник, правитель Олонецкого и Псковского наместничества.

## Биография
Происходил из потомственных дворян: сын Луки Ивановича Зуева (1683—1755), служившего в лейб-гвардии Преображенском полку и который по семейному преданию был участником возведения Елизаветы Петровны на царский престол в 1741 году.
В начале 1770-х годов был прокурором Смоленской губернии, с 1773 года — прокурор Могилёвской губернии.
В 1777—1782 годах служил экзекутором в Правительствующем сенате.
В 1782 году в чине статского советника был назначен вице-губернатором Псковского наместничества.
В декабре 1785 года назначен на должность правителя Олонецкого наместничества и менее чем через год, 22 сентября 1786 года по своему прошению был уволен от должности по состоянию здоровья с сохранением жалованья.
В сентябре 1788 года он был назначен на должность правителя Псковского наместничества в чине действительного статского советника. При нём для псковского Главного народного училища был построен каменный казённый дом, а в 1790 году в училище был основан физический кабинет. Уволен Павлом I от службы 27 января 1797 года; уже после отставки в день коронации 5 апреля 1797 года император пожаловал Зуеву 200 десятин земли в Псковском уезде Псковской губернии.
В отставке жил в Санкт-Петербурге в собственном доме на Сергиевской улице.
Умер 28 января (9 февраля) 1806 года. Похоронен на Лазаревском кладбище Санкт-Петербурга.

## Семья
Жена — Авдотья Осиповна Таушева (ум. после 1825), после смерти мужа жила с детьми в Москве в съёмном доме на Остоженке. По словам современника, о молодости её имелись не очень благоприятные придания. В старости же она пользовалась уважением окружающих, была чрезвычайно строга к своим взрослым дочерям и к сыновьям, и все перед ней ходили по струнке. Аккуратность и точность во всех действиях, даже в самых ничтожных, в семье Зуевых были необыкновенные. Их дети:
- сыновья — Павел (1768—1848)[4], Сергей (1769—1855)[5] и Пётр (? — после 1817);
- дочь Мария (в брак не вступала).